# Арта (регион)
Арта — (фр. Arta; араб. عرته‎) — регион в центральной части Джибути.
- Административный центр — город Арта.
- Население — 42 380 чел. (2009 год). Площадь — 1800 км².

Регион образован в 2002 году путём выделения территории из ныне соседних с ним регионов: восточная часть из столичного региона Джибути, а западная часть из региона Дикиль. Имеет выход к Индийскому океану: Таджурский залив — на севере, Аденский залив — на востоке. Также на востоке региона есть граница на небольшом протяжении с регионом Авдал (Сомали, также Авдал — территория, на которую претендует непризнанный Сомалиленд), на севере — административная граница с регионом Таджурах, а на юге с регионом Али-Сабих.
Крупнейшие населённые пункты — Арта, Вея и Дамержог.

## География
Средняя высота — 600 м над уровнем моря, значительная часть территории расположена на плато, окружённом горами, в том числе и город Арта. Поскольку в регионе есть озёра с солёной водой.

## Экономика
Соль — является важным источником экспорта в Эфиопию и одним из главных источников благосостояния как местного населения, так и экономики региона и страны, также важное место в экономике региона занимает рыболовство.